# Station Ligowiec
Station Ligowiec is een spoorwegstation in de Poolse plaats Ligowiec.